# Gamasomorpha semitecta
Gamasomorpha semitecta är en spindelart som beskrevs av Simon 1907. Gamasomorpha semitecta ingår i släktet Gamasomorpha och familjen dansspindlar. Inga underarter finns listade i Catalogue of Life.